# الکساندر باشیروف
الکساندر باشیروف (روسی: Александр Николаевич Баширов؛ زادهٔ ۲۴ سپتامبر ۱۹۵۵) بازیگر، کارگردان فیلم و نقاش اهل اتحاد جماهیر شوروی است. در سال ۱۹۹۶، او در سنت پترزبورگ استودیوی «دبوشیرفیلم» را راه‌اندازی کرد، که در آن به‌عنوان مدیر هنری و مدرس کارگاه بازیگری-کارگردانی فعالیت می‌کند.
از فیلم‌ها یا برنامه‌های تلویزیونی که وی در آن نقش داشته‌است، می‌توان به سقوط امپراتوری،‌ آسا، خواهران، کبوتر وحشی و داون هاوس اشاره کرد.